# Municipio de Summit (Dakota del Norte)
El municipio de Summit (en inglés: Summit Township) es un municipio ubicado en el condado de Richland en el estado estadounidense de Dakota del Norte. En el año 2010 tenía una población de 217 habitantes y una densidad poblacional de 1,57 personas por km².

## Geografía
El municipio de Summit se encuentra ubicado en las coordenadas 46°8′44″N 96°40′4″O / 46.14556, -96.66778. Según la Oficina del Censo de los Estados Unidos, el municipio tiene una superficie total de 138.25 km², de la cual 138,2 km² corresponden a tierra firme y (0,04 %) 0,05 km² es agua.

## Demografía
Según el censo de 2010, había 217 personas residiendo en el municipio de Summit. La densidad de población era de 1,57 hab./km². De los 217 habitantes, el municipio de Summit estaba compuesto por el 96,31 % blancos, el 0,92 % eran amerindios, el 2,76 % eran de otras razas. Del total de la población el 3,23 % eran hispanos o latinos de cualquier raza.